# Guarinisuchus

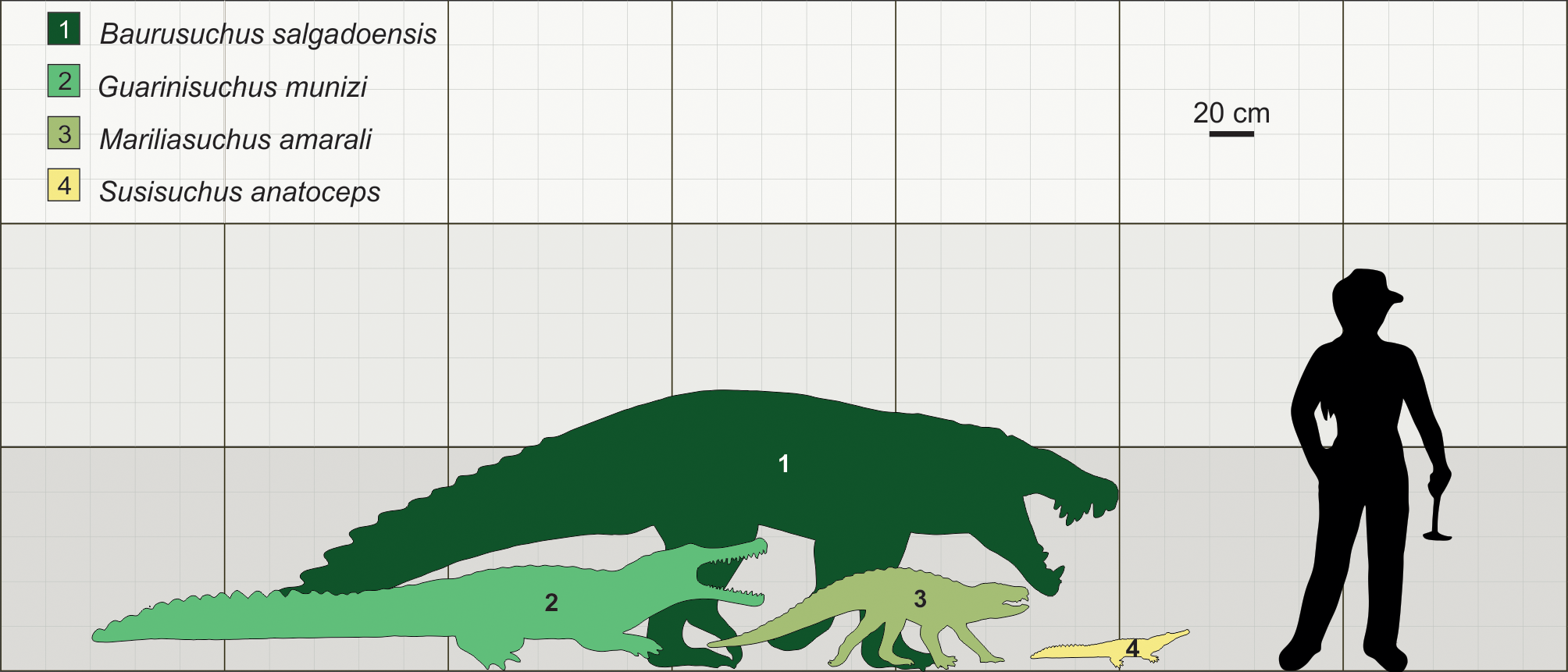
Tamaño (2) comparado con el de otros crocodilomorfos de Brasil.

Guarinisuchus es un género extinto de crocodilomorfo marino que existió a principios del período Paleoceno, hace cerca de 62 millones de años en Brasil. La especie tipo es G. munizi.
Los fósiles de este reptil fueron encontrados en una cantera de calizas en Poty, próxima a la ciudad de Recife, por José Antônio Barbosa, de la Universidad Federal de Pernambuco (UFPE), Alexander Kellner, del Museo Nacional de la Universidad Federal de Río de Janeiro (UFRJ) y Maria Somália Sales Viana, de la Universidad Estatal Vale do Acaraú (UVA) de Sobral-Ce.
El nombre científico del género, Guarinisuchus es derivado de una palabra del idioma indígena tupí, que significa "guerrero" añadido al griego suchos, que traduce "cocodrilo", mientras que el nombre de especie, munizi, es en honor de Geraldo da Costa Barrosa Muniz, tutor de la profesora Somália Viana.